# Test d'Adams
Le test d'Adams ou test de flexion avant est une technique de diagnostic des scolioses. Le patient se penche en avant et s'il souffre de scoliose, son dos présente souvent une ligne accentuée au niveau de la colonne vertébrale et un côté est plus haut que l'autre. Si le patient ne souffre pas de scoliose, son dos est complètement droit.
William Adams met en place le test de flexion avant pour la scoliose en 1865. Sa compréhension de la scoliose lui vient d'une autopsie qu'il pratique sur le scientifique réputé Gideon Mantell. 